# Campeonato Sul-Americano de Atletismo de 2021
A 52ª edição do Campeonato Sul-Americano de Atletismo foi o evento esportivo organizado pela CONSUDATLE no Estádio Modelo Alberto Spencer, em Guayaquil, no Equador, no período de 29 a 31 de maio de 2021. Foram disputadas 45 provas com a presença de 367 atletas de 15 nacionalidades, com destaque para o Brasil que obteve 49 medalhas na classificação final. 

## Medalhistas

### Masculino
| Evento                      | Ouro                                                                             | Ouro      | Prata                                                                         | Prata     | Bronze                                                                      | Bronze    |
| --------------------------- | -------------------------------------------------------------------------------- | --------- | ----------------------------------------------------------------------------- | --------- | --------------------------------------------------------------------------- | --------- |
| 100 metros                  | Felipe Bardi dos Santos (BRA)                                                    | 10.10     | Emanuel Archibald (GUY)                                                       | 10.23     | Derick Silva (BRA)                                                          | 10.35     |
| 200 metros                  | Felipe Bardi dos Santos (BRA)                                                    | 20.49     | Lucas Vilar (BRA)                                                             | 20.62     | Anderson Marquinez (ECU)                                                    | 20.63     |
| 400 metros                  | Kelvis Padrino (VEN)                                                             | 45.82     | Lucas Carvalho (BRA)                                                          | 46.31     | Raúl Mena (COL)                                                             | 46.58     |
| 800 metros                  | Thiago André (BRA)                                                               | 1:45.62   | Jhonatan Rodríguez (COL)                                                      | 1:47.01   | Ryan López (VEN)                                                            | 1:47.78   |
| 1 500 metros                | Thiago André (BRA)                                                               | 3:37.92   | Federico Bruno (ARG)                                                          | 3:38.25   | Santiago Catrofe (URU)                                                      | 3:38.67   |
| 5 000 metros                | Altobeli da Silva (BRA)                                                          | 13:51.81  | Carlos Díaz (CHI)                                                             | 13:52.63  | Yuri Labra (PER)                                                            | 13:55.84  |
| 10 000 metros               | Daniel do Nascimento (BRA)                                                       | 29:18.06  | Nicolás Cuestas (URU)                                                         | 29:38.72  | Martín Cuestas (URU)                                                        | 29:47.82  |
| 20 km marcha atlética       | Andrés Chocho (ECU)                                                              | 1:24:18.9 | Jhon Alexander Castañeda (COL)                                                | 1:24:32.0 | Jhonatan Amores (ECU)                                                       | 1:24:49.1 |
| 110 metros barreiras        | Rafael Henrique Pereira (BRA)                                                    | 13.35     | Yohan Chaverra (COL)                                                          | 13.53     | Marcos Herrera (ECU)                                                        | 13.77     |
| 400 metros barreiras        | Mahau Suguimati (BRA)                                                            | 51.25     | Kevin Mina (COL)                                                              | 51.39     | Andrés Silva (URU)                                                          | 51.42     |
| 3.000 metros com obstáculos | Altobeli da Silva (BRA)                                                          | 8:34.17   | Carlos San Martín (COL)                                                       | 8:34.32   | Mario Bazán (PER)                                                           | 8:36.71   |
| 4×100 metros estafetas      | Brasil · Erik Cardoso · Felipe Bardi dos Santos · Derick Silva · Bruno de Barros | 39.10     | Colômbia · Jhonny Rentería · Jhon Paredes · Carlos Palacios · Arnovis Dalmero | 39.65     | Guiana · Jeremy Bascom · Emanuel Archibald · Akeem Stuart · Noelex Holder   | 40.02     |
| 4×400 metros estafetas      | Brasil · Bruno de Barros · Lucas Carvalho · João Cabral · Pedro Luiz de Oliveira | 3:04.25   | Colômbia · Kevin Mina · Raúl Mena · Nicolás Salinas · Fanor Escobar           | 3:08.15   | Equador · Edison Acuña · Alan Minda · Miguel Maldonado · Anderson Marquinez | 3:13.74   |
| Salto em altura             | Fernando Ferreira (BRA)                                                          | 2.29      | Thiago Moura (BRA)                                                            | 2.23      | Carlos Layoy (ARG)                                                          | 2.17      |
| Salto com vara              | Germán Chiaraviglio (ARG)                                                        | 5.55      | Dyander Pacho (ECU)                                                           | 5.30      | Abel Curtinove (BRA)                                                        | 5.20      |
| Salto em comprimento        | Arnovis Dalmero (COL)                                                            | 7.94      | Emiliano Lasa (URU)                                                           | 7.94      | Alexsandro Melo (BRA)                                                       | 7.93      |
| Salto triplo                | Alexsandro Melo (BRA)                                                            | 16.97     | Leodán Torrealba (VEN)                                                        | 16.89     | Miguel van Assen (SUR)                                                      | 16.73     |
| Arremesso de peso           | Welington Morais (BRA)                                                           | 19.87     | Nazareno Sasia (ARG)                                                          | 19.79     | Ignacio Carballo (ARG)                                                      | 19.51     |
| Lançamento de disco         | Lucas Nervi (CHI)                                                                | 63.18     | Alan de Falchi (BRA)                                                          | 61.16     | Wellinton da Cruz Filho (BRA)                                               | 59.55     |
| Lançamento do martelo       | Humberto Mansilla (CHI)                                                          | 75.83     | Gabriel Kehr (CHI)                                                            | 75.18     | Joaquín Gómez (ARG)                                                         | 71.32     |
| Lançamento do dardo         | Arley Ibargüen (COL)                                                             | 75.62     | Billi Julio (COL)                                                             | 75.53     | Pedro Henrique Rodrigues (BRA)                                              | 73.57     |
| Decatlo                     | Andy Preciado (ECU)                                                              | 8004 ,    | Felipe dos Santos\| Brasil                                                    | 7960      | Georni Jaramillo (VEN)                                                      | 7613      |

### Feminino
| Evento                      | Ouro                                                                                        | Ouro         | Prata                                                                                       | Prata      | Bronze                                                                                    | Bronze     |
| --------------------------- | ------------------------------------------------------------------------------------------- | ------------ | ------------------------------------------------------------------------------------------- | ---------- | ----------------------------------------------------------------------------------------- | ---------- |
| 100 metros                  | Vitória Cristina Rosa (BRA)                                                                 | 11.31        | Marizol Landázuri (ECU)                                                                     | 11.39      | Jasmine Abrams (GUY)                                                                      | 11.50      |
| 200 metros                  | Vitória Cristina Rosa (BRA)                                                                 | 23.10        | Marizol Landázuri (ECU)                                                                     | 23.35      | Ana Carolina Azevedo (BRA)                                                                | 23.87      |
| 400 metros                  | Tiffani Marinho (BRA)                                                                       | 52.65        | Angie Melissa Palacios (COL)                                                                | 52.86      | Jennifer Padilla (COL)                                                                    | 53.03      |
| 800 metros                  | Deborah Rodríguez (URU)                                                                     | 2:03.38      | Flávia de Lima (BRA)                                                                        | 2:05.00    | Andrea Foster (GUY)                                                                       | 2:05.93    |
| 1 500 metros                | Joselyn Brea (VEN)                                                                          | 4:15.05      | María Pía Fernández (URU)                                                                   | 4:15.27    | Mariana Borelli (ARG)                                                                     | 4:15.61    |
| 5 000 metros                | Edymar Brea (VEN)                                                                           | 15:47.16     | Florencia Borelli (ARG)                                                                     | 15:47.46   | Joselyn Brea (VEN)                                                                        | 15:48.24   |
| 10 000 metros               | Edymar Brea (VEN)                                                                           | 34:05.25     | Silvia Ortiz (ECU)                                                                          | 34:06.61   | Jhoselyn Camargo (BOL)                                                                    | 34:09.54   |
| 20 km marcha atlética       | Glenda Morejón (ECU)                                                                        | 1:29:24.61 , | Érica de Sena (BRA)                                                                         | 1:30:51.97 | Maritza Guamán (ECU)                                                                      | 1:32:46.25 |
| 100 metros barreiras        | Ketiley Batista (BRA)                                                                       | 12.96        | Diana Bazalar (PER)                                                                         | 13.47      | Jenea McCammon (GUY)                                                                      | 13.63      |
| 400 metros barreiras        | MMelissa González (COL)                                                                     | 55.68        | Valeria Cabezas (COL)                                                                       | 57.56      | Chayenne da Silva (BRA)                                                                   | 57.78      |
| 3.000 metros com obstáculos | Tatiane da Silva (BRA)                                                                      | 9:38.71      | Simone Ferraz (BRA)                                                                         | 9:45.15    | Belén Casetta (ARG)                                                                       | 9:45.79    |
| 4×100 metros estafetas      | Brasil · Aurora Vida · Ana Cláudia Lemos · Ana Carolina Azevedo · Micaela de Mello          | 44.91        | Colômbia · Valeria Cabezas · Shary Vallecilla · Gregoria Gómez · Natalia Linares            | 45.61      | Equador · Ginger Quintero · Katherine Chillambo · Nicol Caicedo · Marizol Landázuri       | 45.66      |
| 4×400 metros estafetas      | Colômbia · Angie Melissa Palacios · Rosangélica Escobar · Melissa González · Evelis Aguilar | 3:31.04      | Chile · Stephanie Saavedra · María José Echeverría · María Fernanda Mackenna · Martina Weil | 3:34.89    | Brasil · Tábata de Carvalho · Flávia de Lima · Maria Victoria de Sena · Chayenne da Silva | 3:36.40    |
| Salto em altura             | Jennifer Rodríguez (COL)                                                                    | 1.89         | Valdileia Martins (BRA)                                                                     | 1.86       | Joice Micolta (ECU)                                                                       | 1.83       |
| Salto com vara              | Stefanny Castillo (COL)                                                                     | 4.30         | Isabel Demarco (BRA)                                                                        | 4.00       | Alejandra Arévalo (PER)                                                                   | 4.00       |
| Salto em comprimento        | Letícia Melo (BRA)                                                                          | 6.63         | Eliane Martins (BRA)                                                                        | 6.57       | Natalie Aranda (PAN)                                                                      | 6.34       |
| Salto triplo                | Keila Costa (BRA)                                                                           | 13.67        | Liuba Zaldívar (ECU)                                                                        | 13.58      | Gabriele dos Santos (BRA)                                                                 | 13.45      |
| Arremesso de peso           | Livia Avancini (BRA)                                                                        | 17.34        | Ahymara Espinoza (VEN)                                                                      | 16.95      | Ivana Gallardo (CHI)                                                                      | 16.94      |
| Lançamento de disco         | Izabela da Silva (BRA)                                                                      | 62.18        | Karen Gallardo (CHI)                                                                        | 58.20      | Lidiane Cansian (BRA)                                                                     | 54.39      |
| Lançamento do martelo       | Mariana Marcelino (BRA)                                                                     | 66.16        | Mariana García (CHI)                                                                        | 63.20      | Mayra Gaviria (COL)                                                                       | 62.46      |
| Lançamento do dardo         | Laila Ferrer e Silva (BRA)                                                                  | 59.97        | María Lucelly Murillo (COL)                                                                 | 59.92      | Jucilene de Lima (BRA)                                                                    | 59.65      |
| Heptatlo                    | Evelis Aguilar (COL)                                                                        | 6165         | Martha Araujo (COL)                                                                         | 5866       | Raiane Procópio (BRA)                                                                     | 5821       |

### Misto
| Evento                 | Ouro                                                                               | Ouro    | Prata                                                                              | Prata   | Bronze                                                                        | Bronze  |
| ---------------------- | ---------------------------------------------------------------------------------- | ------- | ---------------------------------------------------------------------------------- | ------- | ----------------------------------------------------------------------------- | ------- |
| 4×400 metros estafetas | Colômbia · Raúl Mena · Angie Melissa Palacios · Jennifer Padilla · Nicolás Salinas | 3:21.38 | Argentina · Leandro Paris · María Ayelén Diogo · Noelia Martínez · Elián Larregina | 3:23.77 | Equador · Anderson Colorado · Virginia Villalba · Evelyn Mercado · Alan Minda | 3:27.97 |

## Quadro de medalhas
O quadro de medalhas foi publicado. 
| Ordem | País      | Medalha de ouro | Medalha de prata | Medalha de bronze | Total |
| ----- | --------- | --------------- | ---------------- | ----------------- | ----- |
| 1     | Brasil    | 26              | 11               | 12                | 49    |
| 2     | Colômbia  | 8               | 13               | 3                 | 24    |
| 3     | Venezuela | 4               | 2                | 3                 | 9     |
| 4     | Equador   | 3               | 5                | 8                 | 16    |
| 5     | Chile     | 2               | 5                | 8                 | 16    |
| 6     | Argentina | 2               | 5                | 1                 | 8     |
| 7     | Uruguai   | 1               | 4                | 5                 | 10    |
| 8     | Guiana    | 1               | 3                | 3                 | 7     |
| 9     | Peru      | 0               | 1                | 4                 | 5     |
| 10    | Bolívia   | 0               | 0                | 1                 | 1     |
| 10    | Panamá    | 0               | 0                | 1                 | 1     |
| 10    | Suriname  | 0               | 0                | 1                 | 1     |
|       | TOTAL     | 45              | 45               | 45                | 135   |

## Tabela de pontos
O Brasil ficou em primeiro lugar com 470 pontos. 
| Posição | Nacionalidade        | Total | Masculino | Feminino |
| ------- | -------------------- | ----- | --------- | -------- |
| 1       | Brasil               | 470   | 246       | 224      |
| 2       | Colômbia             | 275   | 119       | 156      |
| 3       | Equador              | 162   | 73,5      | 88       |
| 4       | Argentina            | 109   | 64,5      | 44       |
| 5       | Venezuela            | 83    | 43        | 40       |
| 6       | Chile                | 75    | 40        | 35       |
| 7       | Uruguai              | 43    | 24        | 19       |
| 8       | Peru                 | 38    | 13        | 25       |
| 9       | Guiana               | 32    | 20        | 12       |
| 10      | Bolívia              | 11    | 3         | 8        |
| 11      | Panamá               | 6     | 4         | 2        |
| 12      | Suriname             | 4     | 4         | 0        |
| 13      | Paraguai             | 1     | 0         | 1        |
| 14      | República Dominicana | 0     | 0         | 0        |
| 15      | Porto Rico           | 0     | 0         | 0        |

## Participantes
Participaram 367 atletas as 15 nacionalidades. 
| - Argentina (47) - Bolívia (14) - Brasil (78) - Chile (31) - Colômbia (60) | - República Dominicana (2) - Equador (64) - Guiana (12) - Panamá (6) - Paraguai (3) | - Peru (23) - Porto Rico (1) - Suriname (1) - Uruguai (15) - Venezuela (10) |

Legenda
| Recorde mundial       | Recorde mundial (World record)               |                       | Recorde africano                      | Recorde africano (African) |                                           | Q | Classificado por posição (Qualified) |
| Recorde do campeonato | Recorde do campeonato (Championship record)  | Recorde da América    | Recorde da América (Americas)         | q                          | Classificado por melhor tempo (Qualified) |   |                                      |
| Melhor marca do ano   | Melhor marca do ano (World leading)          | Recorde asiático      | Recorde asiático (Asian)              | DNS                        | Não largou (Did not start)                |   |                                      |
| Recorde nacional      | Recorde nacional (National record)           | Recorde europeu       | Recorde europeu (European)            | DNF                        | Não terminou (Did not finish)             |   |                                      |
| Recorde pessoal       | Recorde pessoal do atleta (Personal best)    | Recorde da Oceania    | Recorde da Oceania (Oceania)          | DSQ / DQ                   | Desclassificado (Disqualified)            |   |                                      |
| Recorde da temporada  | Recorde da temporada do atleta (Season best) | Recorde sul-americano | Recorde sul-americano (South America) | NM                         | Sem marca (No mark)                       |   |                                      |